# كالية

تعديل مصدري - تعديل

كالية هي إحدى قرى عزلة سباح بمديرية سباح التابعة لمحافظة أبين، بلغ تعداد سكانها 59 نسمة حسب تعداد اليمن لعام 2004.